# Apidae
Famille
Les Apidés (Apidae) forment une famille d'insectes de l'ordre des hyménoptères. Il s'agit de la famille d'abeilles la plus large et diversifiée, avec plus de 5 700 espèces. Elle comprend des abeilles solitaires, parasites, cléptoparasites et sociales. On y trouve notamment les abeilles à miel. Les premières formes sociales élaborées et stables sont apparues dans cette famille il y a au moins 87 millions d'années chez les ancêtres de la tribu des corbiculate (près de 1 000 espèces d'abeilles à corbiculae). Les organisations les plus complexes sont apparues dans la tribu des Meliponini il y a plus de 55 millions d'années et dans la tribu des Apini il y a une vingtaine de millions d'années.

## Classification
La famille des Apidés comprend trois sous-familles :
- Apinae, dont font partie les abeilles dites « vraies », et parmi ces dernières les abeilles à miel.
- Nomadinae, des abeilles cleptoparasites
- Xylocopinae, dont les abeilles charpentières

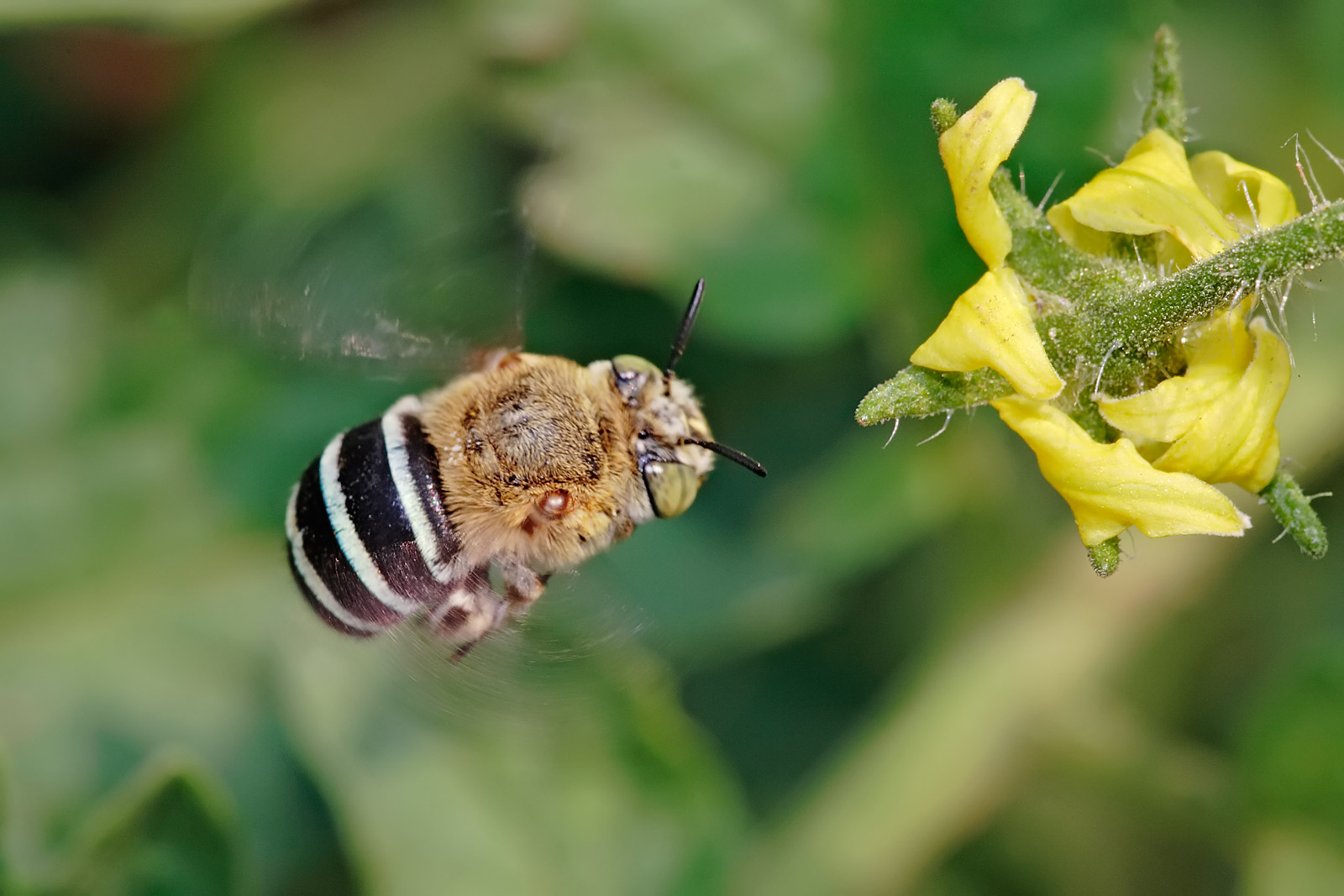
Amegilla cingulata, une espèce australienne.

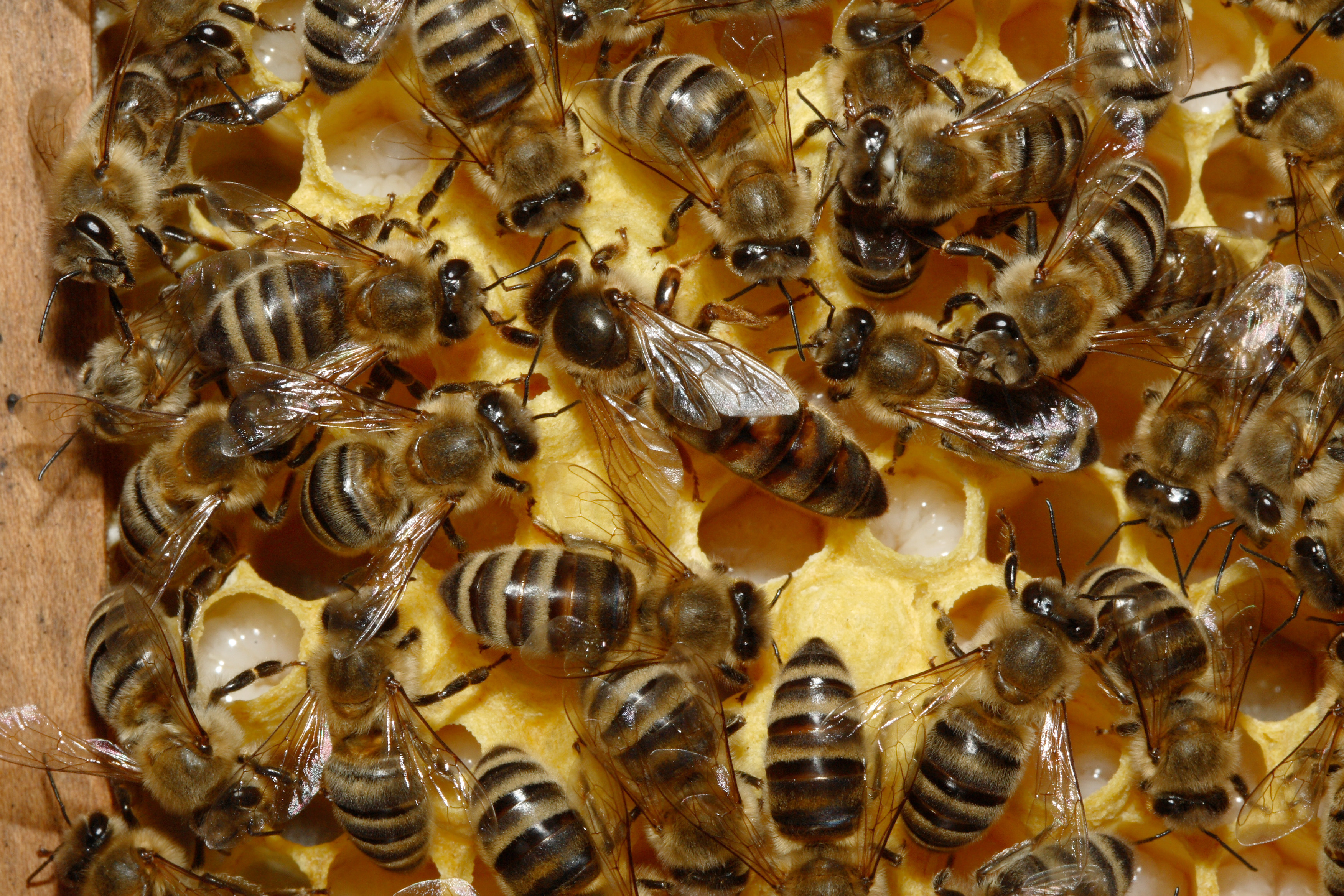
Abeilles domestiques (Apis mellifera).

### Liste des genres
- Acanthopus
- Aethammobates
- Afromelecta
- Agapanthinus
- Aglae
- Aglaomelissa
- Alepidosceles
- Allodape
- Allodapula
- Alloscirtetica
- Amegilla
- Ammobates
- Ammobatoides
- Ancyla
- Ancyloscelis
- Anthophora
- Anthophorula
- Apis
- Arhysoceble
- Austroplebeia
- Biastes
- Bombus
- Brachymelecta
- Brachynomada
- Braunsapis
- Caenonomada
- Caenoprosopina
- Caenoprosopis
- Canephorula
- Cemolobus
- Centris
- Cephalotrigona
- Ceratina
- Chalepogenus
- Chilimalopsis
- Cleptotrigona
- Coelioxoides
- Compsomelissa
- Ctenioschelus
- Ctenoplectra
- Ctenoplectrina
- Cubitalia
- Dactylurina
- Deltoptila
- Diadasia
- Diadasina
- Doeringiella
- Effractapis
- Elaphropoda
- Epeoloides
- Epeolus
- Epicharis
- Epiclopus
- Eremapis
- Ericrocis
- Eucera
- Eucerinoda
- Eucondylops
- Eufriesea
- Euglossa
- Eulaema
- Exaerete
- Exomalopsis
- Exoneura
- Exoneurella
- Exoneuridia
- Florilegus
- Gaesischia
- Gaesochira
- Habrophorula
- Habropoda
- Hamatothrix
- Hexepeolus
- Holcopasites
- Hopliphora
- Hypotrigona
- Isepeolus
- Kelita
- Leiopodus
- Lestremelitta
- Liotrigona
- Lisotrigona
- Lophothygater
- Macrogalea
- Manuelia
- Martinapis
- Megaceratina
- Melanempis
- Melecta
- Melectoides
- Meliphilopsis
- Melipona
- Meliponula
- Melissodes
- Melissoptila
- Melitoma
- Melitomella
- Meliwillea
- Mesocheira
- Mesonychium
- Mesoplia
- Micronychapis
- Monoeca
- Nannotrigona
- Nasutapis
- Neolarra
- Neopasites
- Nogueirapis
- Nomada
- Notolonia
- Odyneropsis
- Oreopasites
- Osirinus
- Osiris
- Oxytrigona
- Pachymelus
- Pachysvastra
- Panurgus
- Parammobatodes
- Paranomada
- Paratetrapedia
- Paratrigona
- Parepeolus
- Pariotrigona
- Partamona
- Pasites
- Peponapis
- Platysvastra
- Plebeia
- Plebeina
- Protosiris
- Psithyrus
- Ptilothrix
- Rhathymus
- Rhinepeolus
- Rhogepeolus
- Rhopalolemma
- Santiago
- Scaptotrigona
- Schmiedeknechtia
- Simanthedon
- Sinomelecta
- Sphecodopsis
- Spinopasites
- Svastra
- Svastrides
- Svastrina
- Syntrichalonia
- Systropha
- Tapinotaspis
- Tapinotaspoides
- Tarsalia
- Teratognatha
- Tetralonia
- Tetraloniella
- Tetralonioidella
- Tetrapedia
- Thalestria
- Thygater
- Thyreus
- Toromelissa
- Townsendiella
- Trichocerapis
- Trichonomada
- Trichotrigona
- Triepeolus
- Trigona
- Trigonisca
- Trigonopedia
- Triopasites
- Xenoglossa
- Xeromelecta
- Xylocopa
- Zacosmia

## Phylogénie

### Au sein des abeilles
Phylogénie des familles actuelles d'abeilles, d'après Hedtke et al., 2013 :
|  | Apidae (abeilles sociales)                             |
|  |                                                        |
|  | Megachilidae (abeilles découpeuses, abeilles maçonnes) |
|  |                                                        |

|  | Halictidae (abeilles de la sueur)                                                    |
|  |                                                                                      |
|  | \| \| Colletidae (abeilles à face jaune) \| \| \| \| \| \| Stenotritidae \| \| \| \| |
|  |                                                                                      |
|  | Colletidae (abeilles à face jaune)                                                   |
|  |                                                                                      |
|  | Stenotritidae                                                                        |
|  |                                                                                      |

|  | Colletidae (abeilles à face jaune) |
|  |                                    |
|  | Stenotritidae                      |
|  |                                    |

|  | Halictidae (abeilles de la sueur)                                                    |
|  |                                                                                      |
|  | \| \| Colletidae (abeilles à face jaune) \| \| \| \| \| \| Stenotritidae \| \| \| \| |
|  |                                                                                      |
|  | Colletidae (abeilles à face jaune)                                                   |
|  |                                                                                      |
|  | Stenotritidae                                                                        |
|  |                                                                                      |

|  | Colletidae (abeilles à face jaune) |
|  |                                    |
|  | Stenotritidae                      |
|  |                                    |

|  | Apidae (abeilles sociales)                             |
|  |                                                        |
|  | Megachilidae (abeilles découpeuses, abeilles maçonnes) |
|  |                                                        |

|  | Halictidae (abeilles de la sueur)                                                    |
|  |                                                                                      |
|  | \| \| Colletidae (abeilles à face jaune) \| \| \| \| \| \| Stenotritidae \| \| \| \| |
|  |                                                                                      |
|  | Colletidae (abeilles à face jaune)                                                   |
|  |                                                                                      |
|  | Stenotritidae                                                                        |
|  |                                                                                      |

|  | Colletidae (abeilles à face jaune) |
|  |                                    |
|  | Stenotritidae                      |
|  |                                    |

|  | Halictidae (abeilles de la sueur)                                                    |
|  |                                                                                      |
|  | \| \| Colletidae (abeilles à face jaune) \| \| \| \| \| \| Stenotritidae \| \| \| \| |
|  |                                                                                      |
|  | Colletidae (abeilles à face jaune)                                                   |
|  |                                                                                      |
|  | Stenotritidae                                                                        |
|  |                                                                                      |

|  | Colletidae (abeilles à face jaune) |
|  |                                    |
|  | Stenotritidae                      |
|  |                                    |

|  | Apidae (abeilles sociales)                             |
|  |                                                        |
|  | Megachilidae (abeilles découpeuses, abeilles maçonnes) |
|  |                                                        |

|  | Halictidae (abeilles de la sueur)                                                    |
|  |                                                                                      |
|  | \| \| Colletidae (abeilles à face jaune) \| \| \| \| \| \| Stenotritidae \| \| \| \| |
|  |                                                                                      |
|  | Colletidae (abeilles à face jaune)                                                   |
|  |                                                                                      |
|  | Stenotritidae                                                                        |
|  |                                                                                      |

|  | Colletidae (abeilles à face jaune) |
|  |                                    |
|  | Stenotritidae                      |
|  |                                    |

|  | Halictidae (abeilles de la sueur)                                                    |
|  |                                                                                      |
|  | \| \| Colletidae (abeilles à face jaune) \| \| \| \| \| \| Stenotritidae \| \| \| \| |
|  |                                                                                      |
|  | Colletidae (abeilles à face jaune)                                                   |
|  |                                                                                      |
|  | Stenotritidae                                                                        |
|  |                                                                                      |

|  | Colletidae (abeilles à face jaune) |
|  |                                    |
|  | Stenotritidae                      |
|  |                                    |

|  | Apidae (abeilles sociales)                             |
|  |                                                        |
|  | Megachilidae (abeilles découpeuses, abeilles maçonnes) |
|  |                                                        |

|  | Halictidae (abeilles de la sueur)                                                    |
|  |                                                                                      |
|  | \| \| Colletidae (abeilles à face jaune) \| \| \| \| \| \| Stenotritidae \| \| \| \| |
|  |                                                                                      |
|  | Colletidae (abeilles à face jaune)                                                   |
|  |                                                                                      |
|  | Stenotritidae                                                                        |
|  |                                                                                      |

|  | Colletidae (abeilles à face jaune) |
|  |                                    |
|  | Stenotritidae                      |
|  |                                    |

|  | Halictidae (abeilles de la sueur)                                                    |
|  |                                                                                      |
|  | \| \| Colletidae (abeilles à face jaune) \| \| \| \| \| \| Stenotritidae \| \| \| \| |
|  |                                                                                      |
|  | Colletidae (abeilles à face jaune)                                                   |
|  |                                                                                      |
|  | Stenotritidae                                                                        |
|  |                                                                                      |

|  | Colletidae (abeilles à face jaune) |
|  |                                    |
|  | Stenotritidae                      |
|  |                                    |